# Soto (métro de Los Angeles)
Pour les articles homonymes, voir Soto.
Soto est une station du métro de Los Angeles desservie par les rames de la ligne E et située dans le quartier angelin de Boyle Heights en Californie.

## Localisation
Station souterraine du métro de Los Angeles, Soto est située sur la ligne L à l'intersection de East 1st Street et de North Soto Street dans le quartier Boyle Heights à l'est de Downtown Los Angeles.

## Histoire
Soto est mise en service le 15 novembre 2009, lors de la première phase d'extension de la ligne L.

## Service

### Accueil

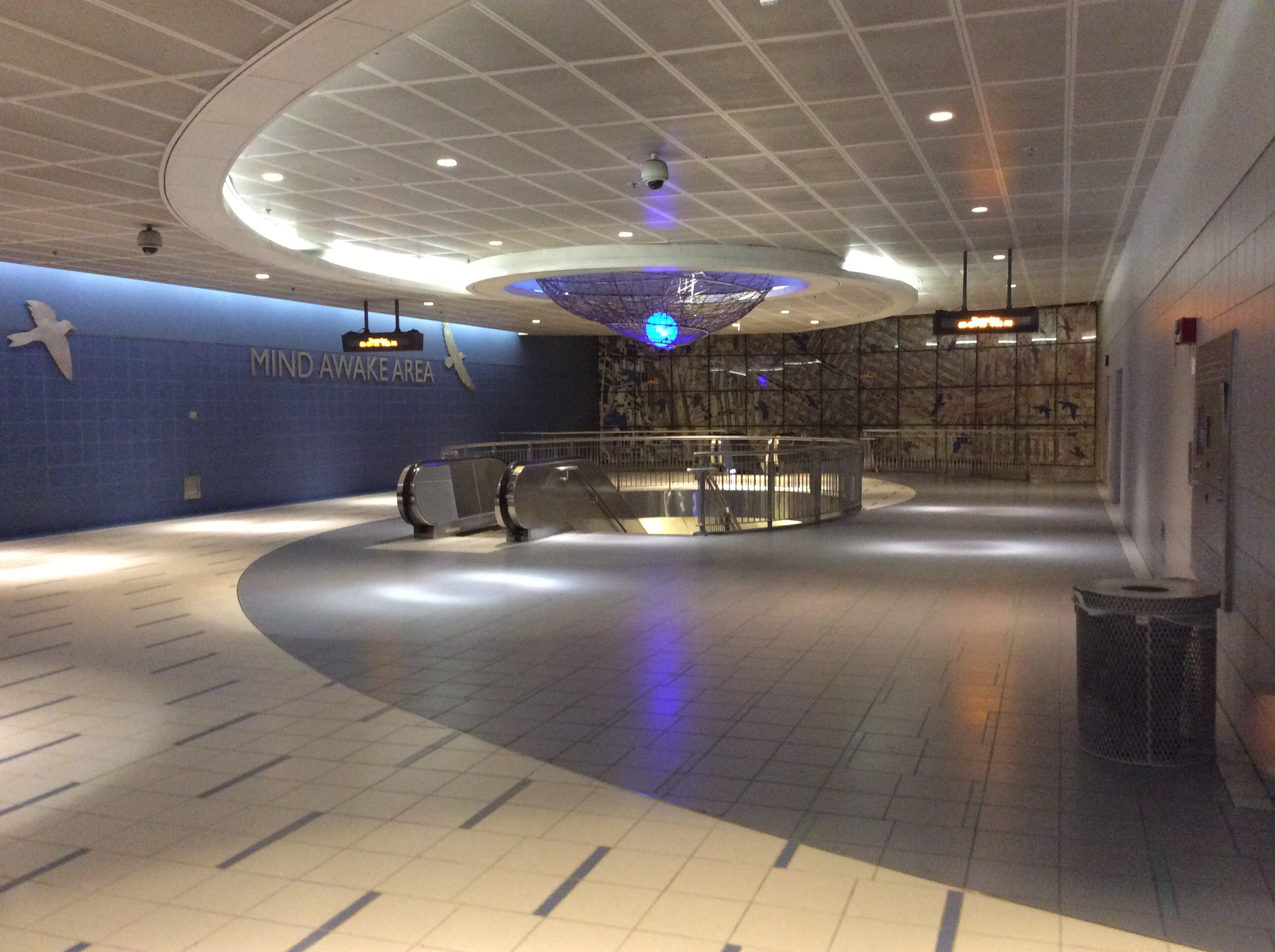
Premier étage de la station Soto.
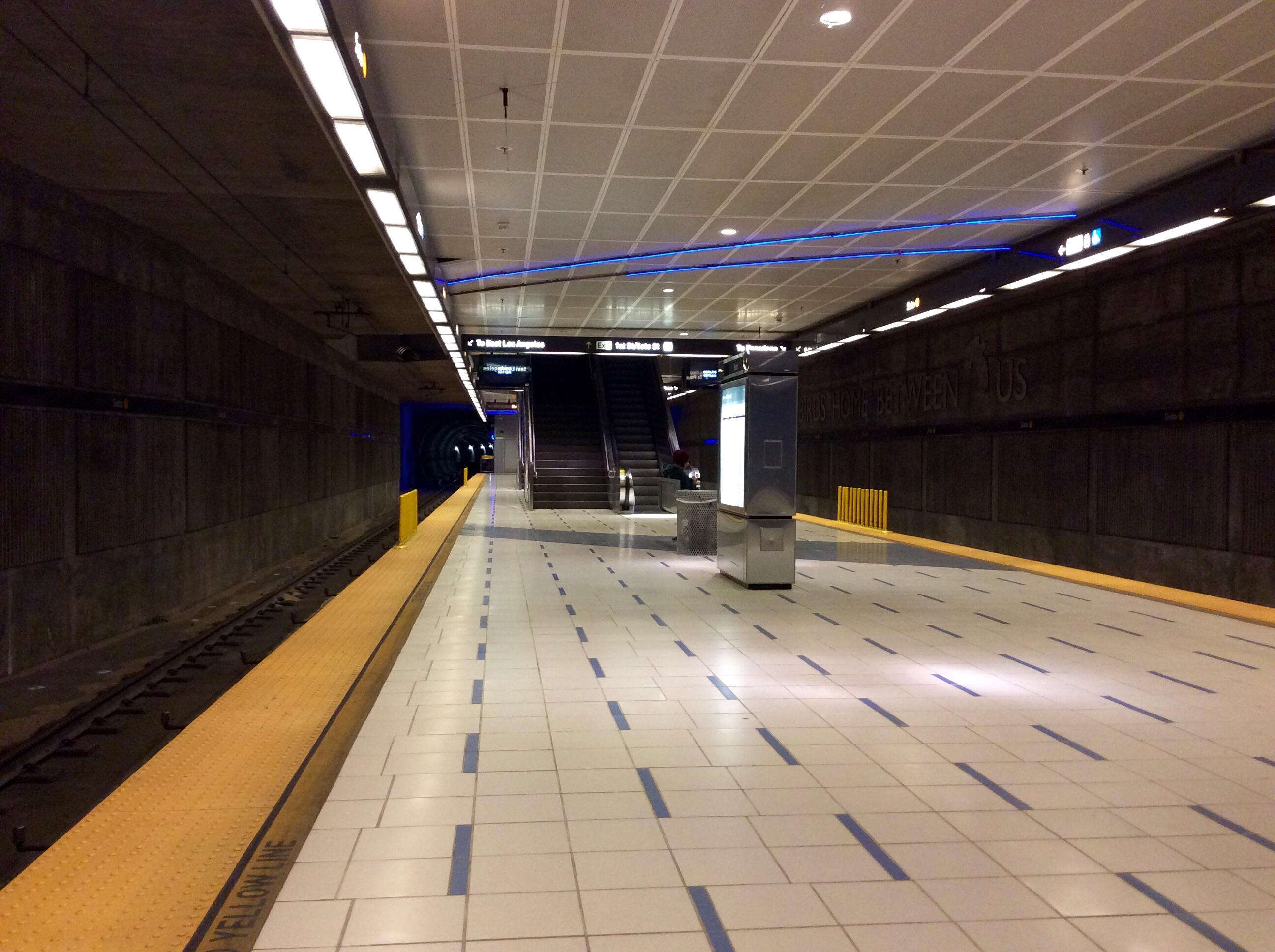
Plateforme de la station.
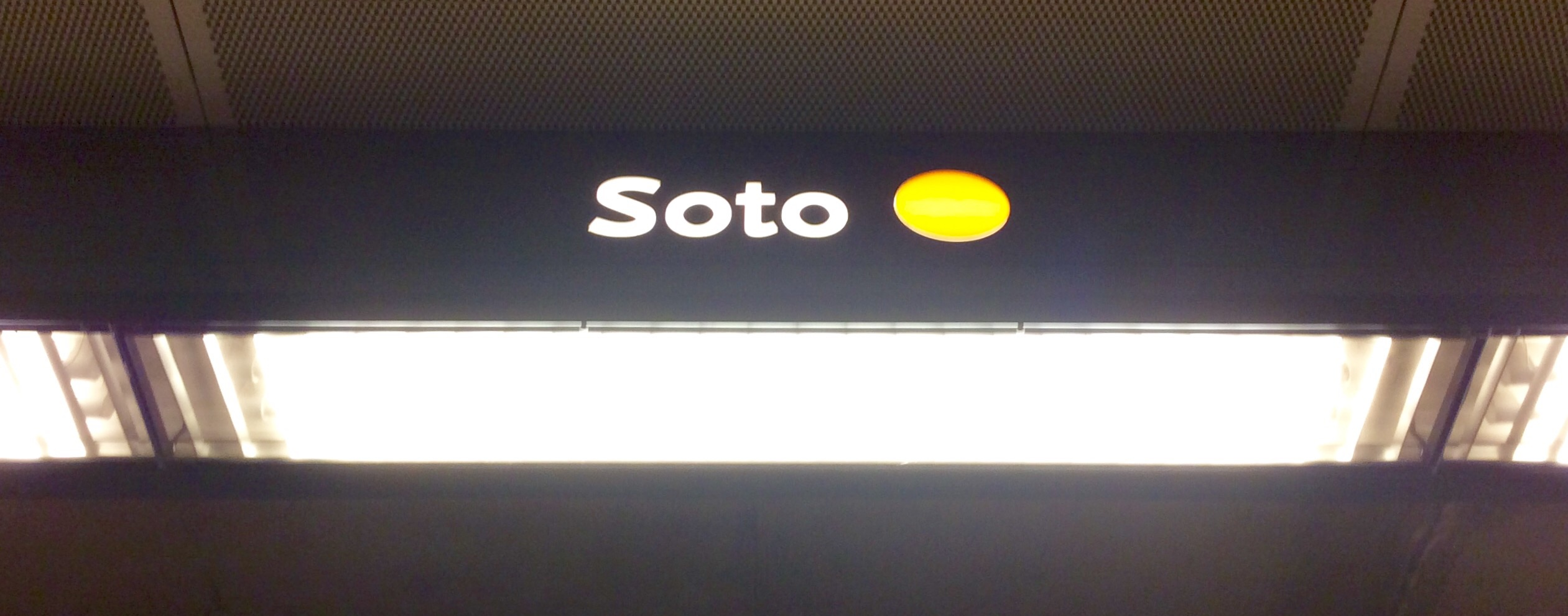
Signalétique.

### Desserte
La station dessert le quartier Boyle Heights.

### Intermodalité
La station est desservie par les lignes d'autobus 30, 251, 252, 605 et 751 de Metro.

## Architecture et œuvres d'art
Une œuvre de l'artiste Nobuho Nagasawa, nommée Landings, orne la station. Elle représente, par des sculptures et silhouettes liées au monde aviaire, la migration et le voyage, qui sont quant à eux liés au quartier de Boyle Heights, un lieu d'atterrissage pour les personnes de diverses origines ethniques et culturelles.
Avec Mariachi Plaza, elle est l'une des deux seules stations souterraines de la ligne L.